# Stadion Posnanii
Stadion Posnanii – stadion do rugby zlokalizowany przy ul. Słowiańskiej 78 na poznańskich Winogradach należący do klubu KS Posnania. W kompleksie obiektów znajdują się boisko treningowe do rugby z oświetleniem i trybunami na 600 miejsc, korty tenisowe i tory łucznicze.